# Pseudocyon
A Pseudocyon az emlősök (Mammalia) osztályának ragadozók (Carnivora) rendjébe, ezen belül a fosszilis medvekutyafélék (Amphicyonidae) családjába és az Amphicyoninae alcsaládjába tartozó nem.

## Tudnivalók
A Pseudocyon-fajok Eurázsia és Észak-Amerika területein fordultak elő, a középső miocén korszak idején, azaz 15,97–12,75 millió évvel ezelőtt. Maradványaikat Franciaországban, Németországban, Oroszországban, valamint az Amerikai Egyesült Államokbeli Nebraskában és Új-Mexikóban fedezték fel. Új-Mexikóból előkerült a legnagyobb Pseudocyon-állkapocs, melyből a kutatók kiszámították, hogy az élő állat körülbelül 360 kilogrammos lehetett - ez a példány a F:AM 49247 raktárszámot viseli. Ez a nagy állkapcsú példány, mérete ellenére is, egyes kutató szerint, csak átlagos tömegűnek számít.
Ezt az emlősnemet legelőször 1851-ben, Lartet írta le, illetve nevezte meg; ugyanabban az évben behelyezte az Amphicyonidae családba. A családba való tartozását 1988-ban Carroll megerősítette, szintén ebben az évben Hunt besorolta az Amphicyoninae alcsaládba. 2000-ben újabb vizsgálatok után, Pickford és társai újból megerősítették eme nem idetartozását.

## Rendszerezés
A nembe az alábbi 3 faj tartozik:
- Pseudocyon sansaniensis
- Pseudocyon steinheimensis
- Pseudocyon styriacus

## Fordítás
- Ez a szócikk részben vagy egészben  a   Pseudocyon című angol Wikipédia-szócikk ezen változatának fordításán alapul.  Az eredeti cikk szerkesztőit annak laptörténete sorolja fel. Ez a jelzés csupán a megfogalmazás eredetét és a szerzői jogokat jelzi, nem szolgál a cikkben szereplő információk forrásmegjelöléseként.